# نووپتروفکا (شهرستان کنستانتینوفسکی، استان آمور)
نووپتروفکا (به لاتین: Novopetrovka) یک منطقهٔ مسکونی در روسیه است که در استان آمور واقع شده‌است.